# Evening Herald
Le Evening Herald est un quotidien irlandais.